# Там Нсаліва
Там Нсаліва (англ. Tam Nsaliwa, нар. 28 січня 1982, Лілонгве) — канадський футболіст малавійського походження, що грав на позиції захисника. Відомий за виступами в низці європейських клубів, а також національну збірну Канади.

## Клубна кар'єра
Там Нсаліва народився 1982 року в малавійській столиці Лілонгве, проте в дитинстві перебрався до Едмонтона, де розпочав займатися футболом у юнацькій команді клубу «Едмонтон Нортвест Юнайтед», пізніше займався також в юнацькій команді німецького клубу «Енергі». У професійному футболі натуралізований канадець дебютував 2000 року виступами за команду «Нюрнберг», в якій грав до 2001 року, взявши участь у 3 матчах чемпіонату. У 2001 році Нсаліва перейшов до іншої німецької команди «Саарбрюкен», у 2003 році перейшов до німецького клубу «Ян» (Регенсбург), а в 2004 році повернувся до «Саарбрюкена».
У 2006 році футболіст перейшов до грецького клубу «Паніоніос», а в 2007 році Нсаліва став гравцем іншого грецького клубу АЕК, у складі якого став одним із основних гравців захисту команди. У 2009 році керівництво грецького клубу відправило канадського захисника в річну оренду до норвезького клубу «Ліллестрем».
На початку 2011 року Там Нсаліва став гравцем іспанського клубу «Понферрадіна», а в 2012 році грав у складі грецького клубу «Кавала». З 2013 до 2015 року канадський захисник грав у турецькій команді «Буджаспор», після чого завершив виступи на футбольних полях.

## Виступи за збірні
У 2001 році Там Нсаліва грав у складі молодіжної збірної Канади, та в цьому році брав участь у молодіжному чемпіонаті світу 2001 року.
У 2001 році Нсаліва також дебютував у складі національної збірної Канади. У складі збірної був учасником розіграшу Кубка конфедерацій 2001 року в Японії і Південній Кореї, та розіграшу Золотого кубка КОНКАКАФ 2002 року, на якому команда здобула бронзові нагороди. Загалом протягом кар'єри в національній команді, в якій грав до 2008 року, провів у її складі 13 матчів, у яких забитими голами не відзначився.